# Сюзанна з гір
Сюзанна з гір (англ. Susannah of the Mounties) — американська сімейна драма режисера Волтера Ленга 1939 року.

## Сюжет
1880-ті роки XIX століття, Дикий Захід. Сюзанна Шелдон залишається сиротою в результаті нападу індіанців на переселенців. Поліцейський патруль, який контролює порядок в районі будівництва залізниці, знаходить дівчинку і вона відразу стає загальною улюбленицею. Сюзанна просто обожнює свого рятівника — інспектора Монтгомері, і стає для нього майже рідною. Інспектор потрапляє в полон до індіанців, відважна дівчинка вирішує врятувати свого покровителя.

## У ролях
- Ширлі Темпл — Сюзанна «Сью» Шелдон
- Рендольф Скотт — Інспектор Ангус «Монті» Монтгомері
- Маргарет Локвуд — Вікі Стендінг
- Мартін Гуд Райдер — Малий Шеф
- Дж. Фаррелл МакДональд — Патрік «Пат» О'Ханнеган
- Моріс Московіч — Шеф Великий Орел